# 午前一時
『午前一時』（One A.M.）は、チャーリー・チャップリンのミューチュアル・フィルムにおける4作目のサイレント映画。1916年の作品。別邦題は『チャップリンの大酔』『チヤプリンの酩酊』。
冒頭でアルバート・オースチンが、タクシーの運転手役で少し登場する以外、最後までチャップリンの独り芝居である。

## 内容
ストーリーは特になく、深夜、酩酊して帰宅した家の主人 (チャップリン) が、寝室に行くまでに、様々な家具に行く手を阻まれる様子を、流麗なパントマイムの至芸で見せている。

## キャスト
- 酔っ払い － チャーリー・チャップリン
- タクシーの運転手 － アルバート・オースチン

### 日本語吹替
| 俳優                     | 日本語吹替 |
| ------------------------ | ---------- |
| チャールズ・チャップリン | 山寺宏一   |
| （ナレーター）           | 近石真介   |

- 初回放送2014年11月2日スター・チャンネル[2]

この作品はサイレント映画だが、チャップリンのデビュー100周年を記念し、日本チャップリン協会監修のもと、日本語吹替が製作された。